# Militia
Militia (frei übersetzt Miliz; auch bekannt als Undercover) ist ein US-amerikanischer Actionfilm von Jim Wynorski aus dem Jahr 2000 mit Dean Cain, Jennifer Beals, Frederic Forrest und Stacy Keach in den Hauptrollen.

## Handlung
Ethan Carter ist ein Geheimagent der Behörde Bureau of Alcohol, Tobacco, Firearms and Explosives (ATF), einer für Alkohol-, Tabak-, Waffen- und Sprengstoff zuständigen Behörde. Er soll verdeckt operierend eine rechtsradikale Bruderschaft unterwandern. Eine kleine Gruppe Verrückter dieser Bruderschaft plant einen Raketenanschlag während eines Treffens von Regierungsmitgliedern der NATO-Staaten.
William Fain, der vor zwei Jahren von Carter festgenommen und anschließend zu einem Gefängnisaufenthalt verurteilt wurde, war aktives Mitglied des friedlich gesinnten Teils der Bruderschaft. Er soll Carter nun dort einschleusen, wofür ATF ihm eine Wiedervereinigung mit seiner Frau und seinem Sohn verspricht, von denen Fain bisher annahm, dass sie beim Angriff der Regierungstruppen auf ein Anwesen der Bruderschaft getötet worden seien. Beide leben jedoch und werden an einem geheimen Ort versteckt. Die Terroristen Staley und Tegley haben Anthrax des Cyberdyne Systems gestohlen. Der Radio-DJ Mad Monty verbreitet über das Medium Hass und prophezeit eine faschistische Revolution. Carter und die auf diesem Posten noch ziemlich unerfahrene Julie Sanders sollen die gestohlenen Bakterien finden. Carter ist von dieser Zusammenarbeit nicht begeistert. Auch die Zusammenarbeit mit der Armee gestaltet sich schwierig, da der arrogante Major Wilson ATF-Agenten feindlich gegenübersteht. Vizedirektor Anderson befiehlt Carter, die Neue Botschaft zu infiltrieren, und benötigt dazu die Hilfe von Fain, bevor die Terroristen ihre Drohung wahr machen, das Milzbrandbakterium an einer Rakete zu befestigen, mit dem sie den US-Präsidenten auf einer Weltgipfelkonferenz töten wollen. 
Carter und Fain planen, in das Haus von George Armstrong Montgomery einzudringen, einem Aufwiegler, der verdächtigt wird, Milzbranderreger zu besitzen. Carter ist sich allerdings nicht sicher, ob er Fain tatsächlich vertrauen kann. Carters Tarnung fliegt jedoch zu früh auf, sodass er und Fain improvisieren müssen. Julie Sanders, die die Operation überwachen soll, ist den Männern in einem anderen Fahrzeug gefolgt. Sie bekommt mit, wie Mitglieder der Bruderschaft das Auto, in dem Carter und Fain sind befinden, beschießen. Es gelingt Carter und Fain jedoch, aus dem Wagen zu springen, unmittelbar bevor dieser in einen Schuppen fährt und explodiert. Die Verfolger glauben, die Männer seien tot.
Fain und Carter schleichen sich an den Ort des Treffens der Bruderschaftsmitglieder an. Dort übergibt Fain, der von dem Anführer der Bruderschaft herzlich begrüßt wird, Carter an diese. Carter muss nun alles daransetzen, den Anführer der Bruderschaft und Erzbösewicht George Armstrong Montgomery zu stoppen. Noch weiß er nicht, ob er eine noch größere Verschwörung vereiteln muss. 

## Produktion

### Dreharbeiten, Produktionsnotizen
Der von Cinetel Films und Hollywood Caterers produzierte Film wurde in Los Angeles, in Santa Clarita und in Acton im Los Angeles County gedreht. Der Regisseur Jim Wynorski tritt im Abspann unter dem Pseudonym Jay Andrews auf. Timothy Young führte in seiner Filmkritik aus, dass Regisseur Jim Wynorski, der im Abspann als Jay Andrews aufgetreten sei, ein Veteran des Low-Budget-Kinos sei und es schaffe, stets das Beste aus den verfügbaren Mitteln herauszuholen.
Matty Budrewicz schrieb auf der Seite The Schlock Pit, dass Wynorski für seine Mitwirkung am Drehbuch das Pseudonym William Carson benutzt habe und dass der für den Kameramann gewähle Name Mario D’Ayla wahrscheinlich ebenfalls ein Deckname sei, wahrscheinlich für Zoran Hochstätter oder Andrea V. Rossotto, die Kameraleute mit den Wynorski zu der Zeit oft zusammengearbeitet habe.

### Synchronisation, Veröffentlichung
Die Synchronisation wurde durchgeführt von der FFS Film- & Fernseh-Synchron GmbH in Berlin.
| Figur             | Darsteller           | Deutscher Sprecher  |
| ----------------- | -------------------- | ------------------- |
| Ethann Carter     | Dean Cain            | Charles Rettinghaus |
| Julie Sanders     | Jennifer Beals       | Maud Ackermann      |
| William Fain      | Frederic Forrest     | Frank-Otto Schenk   |
| George Montgomery | Stacy Keach          | Roland Hemmo        |
| Agent Anderson    | John Beck            | Jan Spitzer         |
| Staley            | Christopher Maleki   | Thomas Nero Wolff   |
| Tegley            | James C. Victor      | Bernhard Völger     |
| Major Wilson      | Dean Hallo           | Bernd Vollbrecht    |
| Col. Jim Donaman  | Michael Cavanaugh    | Klaus Jepsen        |
| Rebecca Fain      | Shawna Casey         | Heike Schroetter    |
| Doug Stevens      | Billy Rieck          | Nicolas Böll        |
| Der US-Präsident  | Ryan Cutrona         | Norbert Gescher     |
| Tom Jeffries      | Jeff Kober           | Erich Räuker        |
| Nelson            | Bill Langlois Monroe | Hans Hohlbein       |

Im Jahr 2000 hatte der Film in folgenden Ländern Video-Premiere: Island, Australien, Vereinigte Staaten und in Neuseeland. Im Deutschland hatte er am 13. März 2001 video-Premiere und in Finnland im September 2001 sowie in Vietnam im Jahr 2005. In Ungarn wurde er im September 2005 im Fernsehen veröffentlicht, in der Türkei war er ab Mai 2010 auf DVD zu haben. Veröffentlicht wurde der Film zudem in Brasilien, Kanada, Frankreich, Griechenland, Japan, Russland und in Spanien.

## Kritik
Scott Weinberg schrieb im Apollo Guide, der Film spreche „überraschend“ ernsthafte Themen wie die Waffenkontrolle und die Eingriffe der Regierung in die Privatsphäre an. Das Thema werde jedoch häufig durch Schüsse und Explosionen unterbrochen. Die Rolle von Stacy Keach sei seiner Rolle im Film American History X zu ähnlich. Der Film biete nichts Neues an.
Ty & Brett befassten sich mit dem Film bei Comeuppance Reviews und meinten, er sei eine angenehme Überraschung, was vielleicht daran gelegen habe, dass man im Kino mit dem Schlimmsten gerechnet habe. Der Film sei unterhaltsam und wahrscheinlich der beste Wynorski-Film, den man bisher rezensiert habe. Das heiße aber nicht, dass viele der Elemente, die Wynorski immer wieder verwende, nicht auch in diesem Film zu finden seien, darunter recyceltes Filmmaterial ams Rambo – Der Auftrag II, American Ninja, Delta Force 2 und Terminator 2. Die Filmdialoge seien ziemlich flott, das Tempo hoch und es mache Spaß ‚Finde die Szene‘ zu spielen. Die Einbindung in den Film sei manchmal besser als ein anderes Mal, der Film habe jedoch andere Stärken. Die Rollen der Filmcharaktere seien hervorragend besetzt und alle hätten ihre Sache gut gemacht. Fanliebling Dean Cain beweise Charme und Schlagfertigkeit in der Rolle des recht aggressiven ATF-Agenten, und Jennifer Beals als seine Kollegin sein ein würdiger Kontrast. Frederic Forrest bereite Cain als politisch zerrissener Milizionär noch mehr Sorgen, und Jeff Kober sei als einer seiner Milizionäre mit von der Partie. Im Mittelpunkt stehe natürlich derr großartige Stacy Keach, der diese Art von Rollen auch im Schlaf spielen könne. Ihn in Aktion zu sehen, sei immer eine Freude. Eine lobende Erwähnung verdiene zudem Michael Cavanaugh, der Darsteller des Donaman, da er in dieser Rolle herausgestochen habe. Militia sei der beste – oder zumindest einer der besten – DTV-Actionfilme, die im ansonsten eher tristen Jahr 2000 herausgekommen seien.
Alec Pridgen bewertete den Film für Mondo Bizarro und schrieb, die Dean-Cain-Woche sei mit einem Paukenschlag gestartet, obwohl es sich eigentlich um einen Film von Jim Wynorski handele, aber das komme dem schon ziemlich nahe. Wynorski sei ein Meister darin, kitschige B-Movies zu drehen. Dieser Film sei alles in allem leider zu trocken. In dem Film gehe es um Drama und sinnlose Action-Füller. Der Film sei zwar nicht schlecht, aber er sei einfach nicht das, was man sich von einem Jim-Wynorski-Film erhoffe.
Timothy Youngs befand in seiner Kritik bei Mondo Esoterica, Militia sei ein recht geradliniger Thriller, der nie versuche, zu drastisch oder originell zu sein, aber dennoch unterhaltsam sei und einige spannende Szenen biete. Das Drehbuch wirke eher, als sei es für eine Episode einer Fernsehserie geschrieben worden als für einen eigenständigen Film. Der Film enthalte einige überflüssige Szenen, die wie Füllmaterial wirkten und leicht hätten gekürzt werden können. Trotzdem sei das Tempo recht gut, und die Charakterisierung halte die Filmhandlung trotz einiger eklatanter Handlungslücken interessant. Das Drehbuch unterscheide interessanterweise zwischen der Hauptfigur William Fain, der eine traditionell libertäre Haltung vertrete (und gegen den die Razzia der ATF als ungerecht dergestellt werde), und der von Montgomery angeführten Gruppe, die weitaus radikaler sei und daher ein legitimes Ziel für die Guten des Films. Der Film sei insgesamt gut gedreht, mit geradliniger Kanmeraführung und ohne die überflüssigen Schnitttricks, die in den meisten modernen Thrillern üblich seien. Um dem Film jedoch mehr Action für sein Geld zu bieten, greife Wynorski dreist auf Actionszenen aus verschiedenen anderen Filmen zurück, insbesondere auf die gesamte Cyberdyne-Anlagensequenz aus Terminator II. Der Fernseh-Superman Dean Cain in der Hauptrolle spiele hervorragend an der Seite von Frederic Forrest, der als Milizenführer sehr glaubwürdig wirke. Der erfahrene Charakterdarsteller Stacy Keach liefere eine weitere hervorragende Leistung als aufrührerischer Montgomery ab. Militia sei ein anspruchloser, direkt auf Video gedrehter Thriller, die Handlung funktional, aber nichts, wass es nicht schon einmal gegeben habe.
Auf der Seite Shameless Pile of Stuff hieß es, die Filmhandlung sei recht typisch für eine Action-Thriller mit überraschenden Wendungen. Die Schauspieler seien überraschend gut, und die B-Movie-Handlung habe ein gutes Tempo. Die Archivaufnahmen seien mit lustigen, witzigen Pons-Asinorum-Szenen in den Film integriert. Es sei kein großartiger Film, aber er könnte deutlich schlechter sein. Fans von billigen Direct-to-Video-Filmen sollten ihn sich ansehen.
Matty Budrewicz schrieb bei The Schlock Pit, Militia sei eines von Wynorskis besten Werken dieser Zeit, ein tolles Stück robuster Albernheiten mit einer bemerkenswert vorausschauenden Note. Noch besser sei die Charakterorientierung des Drehbuchs, insbesondere im „Wir sind gar nicht so verschieden, du und ich“-Duell zwischen Cain und einem gefangenen Rechtsextremisten (Frederic Forrest), der rekrutiert werde, um der ATF in einem Freiheitskampf zu helfen. Während die Leistungen durchweg solide seien, stehle Forrest Militias Publikum die Show. Er habe sichtlich Spaß, und nur Synorskis unerschütterliches Engagement für das Spektakel übertreffe ihn – einschließlich seiner Entscheidung, dem knurrenden Keach im letzten Drittel des Films eine Baskenmütze aufzusetzen.